# II liga polska w piłce nożnej (1968/1969)
II liga 1968/1969 – 21. edycja rozgrywek drugiego poziomu ligowego piłki nożnej mężczyzn w Polsce. Wzięło w nich udział 16 drużyn, grając systemem kołowym. Sezon ligowy rozpoczął się w sierpniu 1968, ostatnie mecze rozegrano w czerwcu 1969.
| Poziomy rozgrywkowe w sezonie 1968/1969 | Poziomy rozgrywkowe w sezonie 1968/1969 | Poziomy rozgrywkowe w sezonie 1968/1969 |
| Rozgrywki                               | P                                       | Nazwa                                   |
| --------------------------------------- | --------------------------------------- | --------------------------------------- |
| Centralne                               | I                                       | I liga                                  |
| Centralne                               | II                                      | II liga                                 |
| Makroregionalne                         | III                                     | III Liga (4 grupy)                      |
| Okręgowe (17 okręgów)                   | IV                                      | Liga okręgowa                           |
| Okręgowe (17 okręgów)                   | V                                       | A klasa                                 |
| Okręgowe (17 okręgów)                   | VI                                      | B klasa                                 |

## Drużyny
| Uczestnicy poprzedniej edycji                                                                                 | Uczestnicy poprzedniej edycji | Uczestnicy poprzedniej edycji | Uczestnicy poprzedniej edycji |
| --- | ----------------------------- | ----------------------------- | ----------------------------- |
| GAR | Garbarnia Kraków              | 3                             |                               |
| LPO | Lech Poznań                   | 4                             |                               |
| UNR | Unia Racibórz                 | 5                             |                               |
| UNT | Unia Tarnów                   | 6                             |                               |
| ZAW | Zawisza Bydgoszcz             | 7                             |                               |
| HUT | Hutnik Nowa Huta              | 8                             |                               |
| GWB | Górnik Wałbrzych              | 9                             |                               |
| CRA | Cracovia                      | 10                            |                               |
| OLI | Olimpia Poznań                | 11                            |                               |
| STŁ | Start Łódź                    | 12                            |                               |
| Spadek z I ligi 1967/1968                                                                                     |                               |                               |                               |
| ŁKS | ŁKS Łódź                      | 13                            |                               |
| GWA | Gwardia Warszawa              | 14                            |                               |
| Awans z III ligi 1967/1968                                                                                    |                               |                               |                               |
| zwycięzcy czterech grup                                                                                       |                               |                               |                               |
| ARS | Arkonia Szczecin              | 1                             |                               |
| WOJ | Górnik Wojkowice              | 1                             |                               |
| MOT | Motor Lublin                  | 1                             |                               |
| PIA | Piast Gliwice                 | 1                             |                               |
| Oznaczenia: - kolumna pierwsza – skróty nazw drużyn, - kolumna trzecia – miejsce zajęte w poprzednim sezonie. |                               |                               |                               |

## Rozgrywki
Uczestnicy rozegrali 30 kolejek ligowych po 8 meczów każda (razem 240 spotkań) w dwóch rundach – jesiennej i wiosennej.
Mistrz i wicemistrz II ligi uzyskali awans do I ligi, a zespoły z miejsc 13–16 spadły do III ligi.

### Tabela
| Lp. | Drużyna                  | M  | Z  | R  | P  | Bramki | Bramki | Różn. | Pkt | Uwagi              |
| --- | ------------------------ | -- | -- | -- | -- | ------ | ------ | ----- | --- | ------------------ |
| 1   | Gwardia Warszawa (M) (A) | 30 | 15 | 10 | 5  | 55     | 28     | +27   | 40  | Awans do I ligi    |
| 2   | Cracovia (A)             | 30 | 15 | 7  | 8  | 32     | 20     | +12   | 37  | Awans do I ligi    |
| 3   | Górnik Wałbrzych         | 30 | 13 | 8  | 9  | 35     | 26     | +9    | 34  |                    |
| 4   | Unia Racibórz            | 30 | 11 | 11 | 8  | 43     | 38     | +5    | 33  |                    |
| 5   | ŁKS Łódź                 | 30 | 12 | 8  | 10 | 32     | 34     | −2    | 32  |                    |
| 6   | Garbarnia Kraków         | 30 | 10 | 11 | 9  | 36     | 36     | 0     | 31  |                    |
| 7   | Unia Tarnów              | 30 | 10 | 10 | 10 | 29     | 29     | 0     | 30  |                    |
| 8   | Arkonia Szczecin         | 30 | 13 | 3  | 14 | 32     | 34     | −2    | 29  |                    |
| 9   | Motor Lublin             | 30 | 12 | 5  | 13 | 29     | 38     | −9    | 29  |                    |
| 10  | Zawisza Bydgoszcz        | 30 | 9  | 10 | 11 | 26     | 25     | +1    | 28  |                    |
| 11  | Olimpia Poznań           | 30 | 12 | 4  | 14 | 31     | 36     | −5    | 28  |                    |
| 12  | Hutnik Nowa Huta         | 30 | 9  | 10 | 11 | 30     | 36     | −6    | 28  |                    |
| 13  | Górnik Wojkowice (S)     | 30 | 8  | 11 | 11 | 30     | 32     | −2    | 27  | Spadek do III ligi |
| 14  | Piast Gliwice (S)        | 30 | 11 | 4  | 15 | 23     | 31     | −8    | 26  | Spadek do III ligi |
| 15  | Start Łódź (S)           | 30 | 8  | 8  | 14 | 32     | 35     | −3    | 24  | Spadek do III ligi |
| 16  | Lech Poznań (S)          | 30 | 9  | 6  | 15 | 24     | 41     | −17   | 24  | Spadek do III ligi |